# 羟基特他洛尔
羟基特他洛尔是一种含氮有机硫化合物，化学式C
16H
25NO
3S，为特他洛尔的衍生物，也能作为β受体阻滞剂。